# Saint-Étienne-en-Bresse
Saint-Étienne-en-Bresse este o comună în departamentul Saône-et-Loire, Franța. În 2009 avea o populație de 838 de locuitori.

## Evoluția populației
| An        | 1975 | 1982 | 1990 | 1999 | 2006 | 2009 |
| --------- | ---- | ---- | ---- | ---- | ---- | ---- |
| Populație | 584  | 623  | 721  | 732  | 802  | 838  |